# Целус
Целус (грч. Uranos) (лат. Caelus) је римски бог неба и само небо. Пандан грчког бога неба Урана.

## Митологија
Целус није био првобитни бог римског пантеона, јер су га Римљани, уз неке прераде, преузели од Грка. Према римском веровању Целус је био син бога Етера - он није био син мајке земље Геје, која је сама од себе родила Урана, и отац Вулкана и Меркура.
Римљани су Целуса сматрали и оцем Сатурна - Грчког Хрона, за чије је владавине втрајао „златни век“, а сматрали су га и оцем богиње љубави и лепоте Венере - Грчке Афродите.